# روي رودريغوس
روي رودريغوس (بالبرتغالية: Rui Rodrigues‏) (17 مايو 1943 مابوتو موزمبيق - 23 فبراير 2024) هو لاعب كرة قدم برتغالي يلعب كمدافع.

## روابط خارجية
- روي رودريغوس على موقع الاتحاد الأوربي (الإنجليزية)
- روي رودريغوس على موقع قاعدة بيانات كرة القدم.إي يو (الإنجليزية)
- روي رودريغوس على موقع ناشيونال فوتبول تيمز (الإنجليزية)